# Bistum Amboina
Das Bistum Amboina (lat.: Dioecesis Amboinaënsis) ist eine in Indonesien gelegene römisch-katholische Diözese mit Sitz in Ambon.

## Geschichte
Das Bistum wurde am 22. Dezember 1902 durch Papst Leo XIII. aus Gebietsabtretungen des Apostolischen Vikariates Batavia als Apostolische Präfektur Niederländisch-Neuguinea errichtet. Die Apostolische Präfektur Niederländisch-Neuguinea wurde am 29. August 1920 durch Papst Benedikt XV. zum Apostolischen Vikariat erhoben. Am 12. Mai 1949 gab das Apostolische Vikariat Niederländisch-Neuguinea Teile seines Territoriums zur Gründung der Apostolischen Präfektur Hollandia ab.
Das Apostolische Vikariat Niederländisch-Neuguinea wurde am 12. Mai 1949 in Apostolisches Vikariat Amboina umbenannt. Am 24. Juni 1950 gab das Apostolische Vikariat Amboina Teile seines Territoriums zur Gründung des Apostolischen Vikariates Merauke ab. Das Apostolische Vikariat Amboina wurde am 3. Januar 1961 durch Papst Johannes XXIII. mit der Apostolischen Konstitution Quod Christus zum Bistum erhoben und dem Erzbistum Makassar als Suffraganbistum unterstellt.

## Ordinarien

### Apostolische Präfekten von Niederländisch-Neuguinea
- Matteo Neyens MSC, 1902–1915
- Enrico Nollen MSC, 1915–1920

### Apostolische Vikare von Niederländisch-Neuguinea
- Arnoldus Johannes Hubertus Aerts MSC, 1920–1942
- Jacques Grent MSC, 1947–1949

### Apostolische Vikare von Amboina
- Jacques Grent MSC, 1949–1961

### Bischöfe von Amboina
- Jacques Grent MSC, 1961–1965
- Andreas Peter Cornelius Sol MSC, 1965–1994
- Petrus Canisius Mandagi MSC, 1994–2020, dann Erzbischof von Merauke
- Seno Ngutra, seit 2021